# جشنواره فیلم کن ۱۹۸۸
چهل و یکمین دوره جشنواره فیلم کن بین روز های ۱۱ -۲۳ مه برگزار شد. اتوره اسکولا رئیس هیئت داوران بود. در این دوره ۲۱ فیلم با هم به رقابت پرداختند که در آخر پله فاتح بیله آگوست برنده نخل طلا شد. این نخستین بار بود که یک فیلم دانمارکی برنده این جایزه می‌شد.

## هیئت داوران

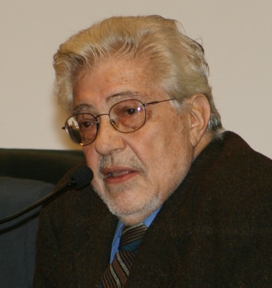
اتوره اسکولا، رئیس هیئت داوران

- اتوره اسکولا
- کلود بری
- یلنا سافونووا
- جرج میلر
- اکتور الیورا
- ناستاسیا کینسکی
- فیلیپ سارد
- رابی مولر
- ویلیام گولدمن

## مسابقه
فیلم‌های زیر برای بخش مسابقه انتخاب شده‌اند:
- یک دنیا فاصله - کریس منجس
- بلندی‌های بادگیر - یوشیشیگه یوشیدا
- پرنده - کلینت ایستوود
- شکلات - کلر دنی
- Der Passagier - Welcome to Germany - Thomas Brasch
- غرق کردن به ترتیب شماره - پیتر گرینوی
- ال‌دورادو - کارلوس سائورا
- El Lute II: mañana seré libre - ویسنته آراندا
- Hai zi wang - چن کایگه
- هانوسن - ایشتوان سابو
- فیلمی کوتاه درباره کشتن - کریشتوف کیشلوفسکی
- L'enfance de l'art - فرانسیس ژیرو
- L'oeuvre au noir - آندره دلوو
- مایل‌ها دور از خانه - گری سینایس
- آدم‌خواری - مانوئل دی الیویرا
- جزیره پاسکالی (فیلم) - James Dearden
- پتی هرست - پل شریدر
- Paura e amore - مارگارته فون تروتا
- پله فاتح - بیله آگوست
- Sur - فرناندو سولاناس
- The Navigator: A Medieval Odyssey - وینسنت وارد

## برندگان
- نخل طلا: پله فاتح - بیله آگوست

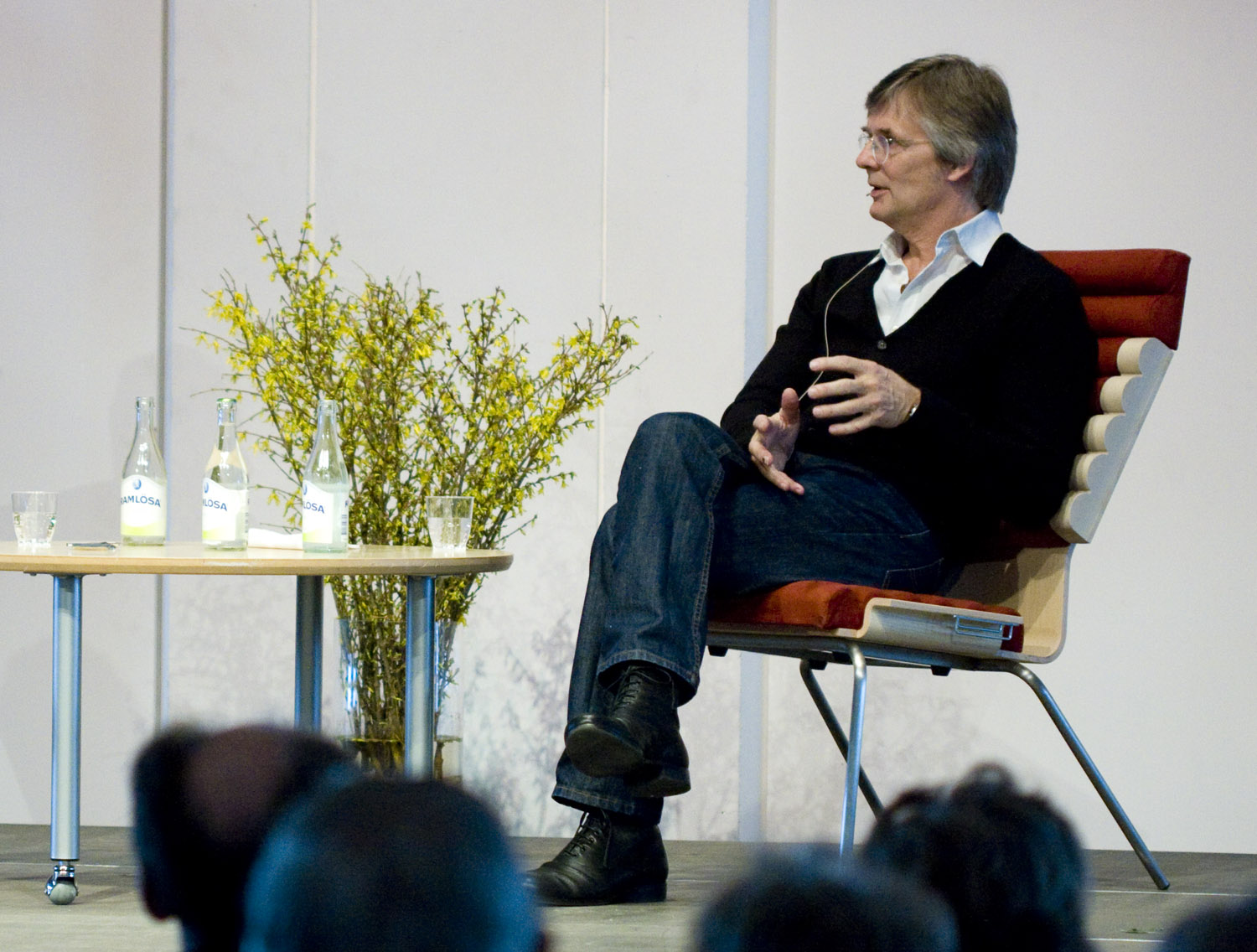
بیله آگوست، برنده نخل طلا

- جایزه بزرگ (جشنواره فیلم کن): یک دنیا فاصله - کریس منجس
- جایزه هیئت داوران جشنواره فیلم کن: فیلمی کوتاه درباره کشتن - کریشتوف کیشلوفسکی
- جایزه بهترین بازیگر مرد جشنواره فیلم کن: فارست ویتاکر برای پرنده
- جایزه بهترین بازیگر زن جشنواره فیلم کن: باربارا هرشی، جودی می و لیندا موسی برای یک دنیا فاصله
- جایزه بهترین کارگردان جشنواره فیلم کن: فرناندو سولاناس برای Sur
- نخل طلایی فیلم کوتاه: گری باردین - مشکل خوش‌شانس